# 이선봉 묘역
이선봉 묘역(李善鳳 墓域)은 인천광역시 계양구 동양동에 있는 조선시대 이선봉(1578~1660)의 묘역이다. 2004년 4월 6일 인천광역시의 기념물 제53호로 지정되었다.

## 개요
이선봉(1578~1660)은 조선조 성종의 12남인 무산군의 손자이다. 나라에 공이 있어 순평군(順平君)에 봉해졌으며 그의 부인은 현부인에 올랐다. 부평 동면(현 동양동)에 낙향하여 정착하였는데, 그의 아들 이필혐은 동양동에서 출생하여 벼슬길에 올라 한성판관을 지냈다. 병자호란이 일어나자 가족이 강화도로 피난을 갔을 때, 청나라 군사가 강화도에 상륙하여 닥치는 대로 양민을 학살하자 현부인 엄 씨는 적군에 잡혀 욕을 보이느니 스스로 죽음을 택했다. 그러자 그의 자부인 이필혐의 처 구 씨도 어린 여자종의 치마폭에 유서를 써넣고 시어머니의 뒤를 따라 자결하고 말았다. 훗날 이 사실이 알려짐에 따라 인조 16년(1638)에 이들 고부에게 열녀정려가 내려졌는데, 약 40여 년 전까지 열녀문이 보존되어 있었다고 하나 지금은 흔적이 없다. 당산에 위치하고 있는 묘역에는 승헌대부 순평군지묘, 현부인 영월 엄 씨, 능선 구 씨의 묘가 있으며, 당시에 세운 묘비와 문인석, 망주석 등이 배치되어 있다. 묘비는 갈색 대석에 갈색비로, 높이는 1m 23cm이고, 폭이 49cm이다. 능선 구 씨의 묘는 시체를 찾지 못하여 자결시 남은 신발과 유서를 쓴 치마폭을 묻은 것으로 전해진다.

## 같이 보기
- 이선봉

## 참고 문헌
- 이선봉 묘역 - 국가유산청 국가유산포털